# Pholioxenus namibiensis
Pholioxenus namibiensis är en skalbaggsart som beskrevs av Vienna in Penati och Vienna 1993. Pholioxenus namibiensis ingår i släktet Pholioxenus och familjen stumpbaggar. Inga underarter finns listade i Catalogue of Life.